# I've Got You Under My Skin
Singles de The Four Seasons
On the Good Ship Lollipop
(Sous le nom de The Wonder Who?, 1966) Tell It to the Rain
(1966)
Singles de Neneh Cherry
Inna City Mamma
(1989) Money Love
(1992)
I've Got You Under My Skin est une chanson écrite et composée par Cole Porter en 1936.
La chanson est initialement parue dans le film musical américain L'amiral mène la danse, sorti en 1936,,,. Dans ce film, mettant en vedette Eleanor Powell et James Stewart, elle a été chantée par Virginia Bruce,,,,,,,.
La chanson a été nommée pour l'Oscar de la meilleure chanson originale de 1937, mais a perdu face à The Way You Look Tonight (musique : Jerome Kern, paroles : Dorothy Fields), chantée par Fred Astaire dans le film Sur les ailes de la danse.

## Reprises
La même année 1936, la  chanson a été enregistrée et publiée par Ray Noble et son orchestre, avec Al Bowlly au chant. Leur enregistrement a atteint le numéro 3 aux États-Unis, passant  un total de neuf semaines dans les classements.
Dans les années 1940, la chanson est entrée dans le répertoire de Frank Sinatra. Elle est depuis devenue une de ses chansons phares. 
Son enregistrement en 1956 chez Capitol Records a reçu le Grammy Hall of Fame Award en 1998.
Au fil des ans, cette chanson a donné lieu à de nombreuses versions. Ainsi, en 1966, elle est devenue un hit du top 10 aux États-Unis pour le groupe vocal The Four Seasons et elle est également reprise en 1976 par Gloria Gaynor sur l’album « I’ve got you ».
En 1990, la version hip-hop de Neneh Cherry dans l’album collectif « Red hot + blue » est un tube européen.
En 1993, une nouvelle version de « I've Got You Under My Skin » de Frank Sinatra, en duo avec Bono du groupe rock irlandais U2, a atteint le numéro 4 au Royaume-Uni. (Plus précisément, c'était un single double face A titré « Stay (Faraway, So Close) / I've Got You Under My Skin »).
En 2021, le titre est repris en duo par Lady Gaga et Tony Bennett sur l’album Love for Sale.

## Adaptations françaises
En 1937, Joséphine Baker l'interprète également en partie en français, puis l'enregistre en 1951, les paroles étant adaptées par Louis Henneve et Louis Palex sous le nom "Vous faites partie de moi".
La version semi-américaine de Joséphine Baker et ensuite reprise totalement en français par Maria Lopez en 1958.
- 1951 : Joséphine Baker - Columbia (n°4097F) - Odeon (n°855 880 2)

- 1958 : Maria Lopez - Teppaz (n°4521 & JK31)